# مسیر غرب
مسیر غرب (انگلیسی: The Way West) یک رمان از ای بی گوتری جونیور است. این اثر در ۱۹۵۰، برنده جایزه پولیتزر برای داستان شده است.